# Ireland Island South
Ireland Island South ist eine kleine Insel im äußersten Nordwesten der atlantischen Inselgruppe Bermuda. Von ihrer nördlichen Schwesterinsel Ireland Island North ist sie nur durch einen knapp 10 Meter breiten Durchfluss getrennt, weswegen beide Inseln vereinzelt die gemeinsame Bezeichnung Ireland Island tragen.
Die Verbindung zur Nordinsel besteht über eine kleine Klappbrücke (The Cut Bridge). Eine immerhin 170 Meter lange Brücke verbindet Ireland Island South mit der südwestlich angrenzenden Insel Boaz.
Im Gegensatz zur Nordinsel ist die Südinsel kaum bebaut. Erwähnenswert sind die Lagune im Süden der Insel sowie ein historischer Friedhof für Militärpersonen der Royal Navy.
Die Insel zählt zum bermudischen Verwaltungsgebiet Sandys Parish.